# Castillo de Garcimuñoz (kommunhuvudort)
Castillo de Garcimuñoz är en kommunhuvudort i Spanien.   Den ligger i provinsen Provincia de Cuenca och regionen Kastilien-La Mancha, i den centrala delen av landet, 140 km sydost om huvudstaden Madrid. Castillo de Garcimuñoz ligger 919 meter över havet och antalet invånare är 188.
Terrängen runt Castillo de Garcimuñoz är platt. Runt Castillo de Garcimuñoz är det mycket glesbefolkat, med 2 invånare per kvadratkilometer. Närmaste större samhälle är La Alberca de Záncara, 18,7 km sydväst om Castillo de Garcimuñoz. Trakten runt Castillo de Garcimuñoz består till största delen av jordbruksmark.